# Rally di Croazia

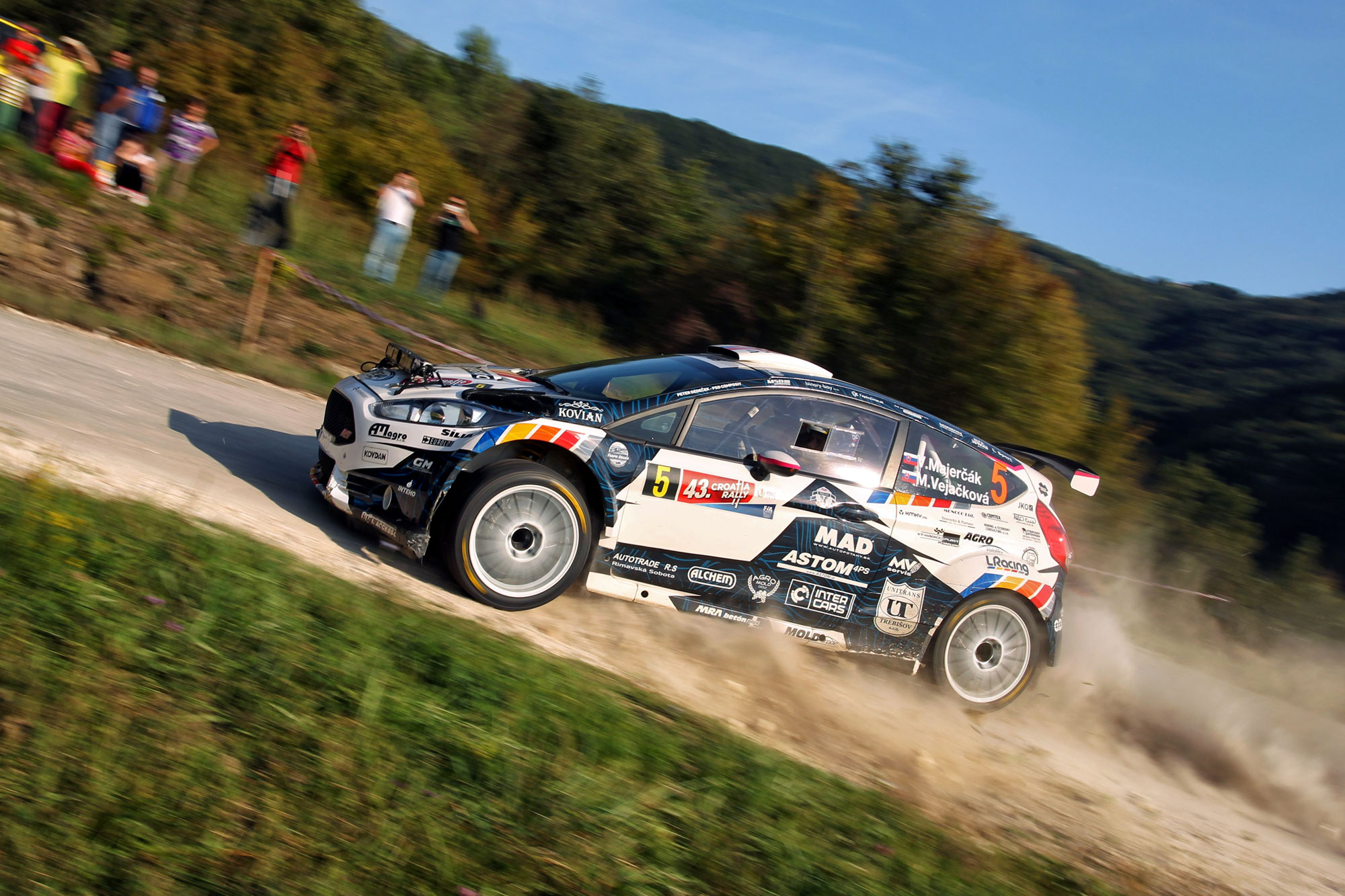
I vincitori del Rally di Croazia 2016 durante la stessa edizione dell'evento

Il Rally di Croazia (ufficialmente denominato Rally Croatia), è una prova rallistica che si svolge in Croazia a partire dal 1976.
L'edizione 2021 sarà valida come quarto appuntamento del campionato del mondo rally 2021. La competizione si svolge nell'area attorno a Zagabria. L'evento è organizzato dalla Automobile Clubs DT Motorsport e Cro Dakar Team con il supporto della Federazione croata di automobili e kart. L'evento è stato una tappa del Campionato Europeo Rally dal 2007 al 2013. In passato era chiamato Delta Rally e Croazia Delta Rally.

## Storia
La prima edizione si è tenuta nel 1974 quando si chiamava INA Delta TLX Rally.
Nel 1986 il rally è entrato nel calendario FIA.
Nel 2007 il rally è entrato nel calendario come terza prova dell'ERC. Nello steso anno la vittoria è stata ottenuta dall'equipaggio Juraj Šebalj e Toni Klinc su Mitsubishi Lancer Evo IX. I restanti due rally svoltisi a Zagabria e dintorni sono stati vinti dagli italiani Corrado Fontana e Renzo Casazza, e dai bulgari Krum Donchev e Peter Yordanov.
Le prime tre edizione del rally valevoli per il campionato europeo ERC si sono svolte a Zagabria, ma a causa della recessione economica, si è svolto a Rijeka. Le prove speciali si sono svolte a Gorski Kotar, Učka, Ćićarija, Istria, e sul circuito di Preluk.
Nel 2013 itinerario del rally è stato spostato in Istria e nella città di Parenzo e le prove speciali si sono svolte a Učka, Ćićarija e nelle città di Buzet, Motovun e Pazin.
Il maggior numero di vittorie nella storia del Rally di Croazia è stato ottenuto dal pilota Branislav Kuzmič e dal copilota Rudi Šali, ciascuno con cinque vittorie. Seguono l'equipaggio croato Juraj Šebalj-Toni Klinc con quattro vittorie e il croato Tihomir Filipović e il suo copilota Davor Devunić, con tre vittorie ciascuno.
Il 10 ottobre 2020, il FIA World Motorsport Council ha confermato come nuovo round del Campionato del mondo di rally 2021: la Croazia è pertanto la trentaquattresima nazione a organizzare un round del WRC. Le date in cui si svolgerà l'evento vanno dal 22 aprile al 25 aprile. La sede del Rally, la partenza e l'arrivo saranno a Zagabria e l'itinerario passerà attraverso la contea di Karlovac, la contea di Zagabria e la contea di Krapina-Zagorje. La superficie delle prove speciali è asfaltata.

## Albo d'oro
| Anno | Denominazione               | Vincitori                             | Auto                          | Scuderia                    | Validità |
| ---- | --------------------------- | ------------------------------------- | ----------------------------- | --------------------------- | -------- |
| 1974 | 1. Delta TLX Rally          | Tomislav Markt Milena Markt           | BMW 1600                      | -                           | -        |
| 1975 | 2. Delta Rally              | Aleksandar Mačešić Mladen Lovrić      | Datsun 1200                   | -                           | -        |
| 1976 | 3. Delta Rally              | Berislav Modrić Ivica Nauković        | Fiat 128 Sport Coupé          | -                           | -        |
| 1977 | 4. Delta TLX Rally          | Aleš Pušnik Rudi Šali                 | Renault 5 Alpine              | AMD Škofja Loka             | -        |
| 1978 | 5. Delta TLX Rally          | Aleš Pušnik Janja Stajnko             | Renault 5 Alpine              | AMD Škofja Loka             | -        |
| 1979 | 6. INA Delta TLX Rally      | Borko Skurić Boris Franić             | Opel Kadett GT/E              | Velika Gorica               | -        |
| 1980 | 7. Delta TLX Rally          | Leon Poberaj Marijetka Poberaj        | Zastava 101                   | AMD Slovenija avto          | -        |
| 1981 | 8. INA Delta Rally          | Leon Poberaj Marijetka Poberaj        | Zastava 101                   | AMD Slovenija avto          | -        |
| 1982 | 9. INA Delta Rally          | Borko Skurić Boris Franić             | Opel Kadett GT/E              | -                           | -        |
| 1983 | 10. INA Delta Rally         | Branislav Küzmič Rudi Šali            | Renault 5 Turbo               | ARD Kompas Hertz            | -        |
| 1984 | 11. Delta Rally             | Branislav Küzmič Rudi Šali            | Renault 5 Turbo               | ARD Kompas Hertz            | -        |
| 1985 | 12. Delta Rally             | Branislav Küzmič Rudi Šali            | Renault 5 Turbo               | -                           | -        |
| 1986 | 13. Int. INA Delta Rally    | Romana Zrnec Špela Kožar              | Renault 11 Turbo              | ARD Kompas Hertz            | -        |
| 1987 | 14. Int. INA Delta Rally    | Branislav Küzmič Janez Banič          | Renault 5 GT Turbo            | ARD Kompas Hertz            | -        |
| 1988 | 15. Int. INA Delta Rally    | Branislav Küzmič Janez Banič          | Renault 5 GT Turbo            | ARD Kompas Hertz            | -        |
| 1989 | 16. Int. INA Delta Rally    | Tihomir Filipović Davor Devunić       | Lancia Delta Integrale        | AMD INA Zagreb              | -        |
| 1990 | 17. INA Delta Rally         | Tihomir Filipović Saša Ačimović       | Lancia Delta Integrale 16V    | AMD INA Zagreb              | -        |
| 1991 | 18. INA Delta Rally         | Tihomir Filipović Roberta Merluzzi    | Lancia Delta Integrale 16V    | AMD INA Zagreb              | -        |
| 1992 | 19. INA Delta Rally         | Žarko Šepetavc Nenad Krlić            | Lancia Delta Integrale 16V    | AK INA Zagreb               | ERC      |
| 1993 | 20. INA Delta Rally         | Raimund Baumschlager Klaus Wicha      | Ford Escort RS Cosworth       | Red Bull Motorsport         | ERC      |
| 1994 | 21. INA Delta Rally         | Niko Pulić Davor Devunić              | Lancia Delta HF Integrale     | AMK INA Delta               | ERC      |
| 1995 | 22. INA Delta Rally         | Niko Pulić Davor Devunić              | Lancia Delta HF Integrale     | AK Zelina                   | ERC      |
| 1996 | 23. Croatia Delta Rally     | Kurt Göttlicher Josef Pointinger      | Ford Escort RS Cosworth       | -                           | ERC      |
| 1997 | 24. Croatia Delta Rally     | Dave Pattison Nenad Krlić             | Ford Escort RS Cosworth       | EARS Motorsport             | ERC      |
| 1998 | 25. INA Croatia Rally       | Enrico Bertone Massimo Chiapponi      | Toyota Celica GT-Four ST205   | JM Engineering              | ERC      |
| 1999 | 26. INA Croatia Rally       | Enrico Bertone Fulvio Florean         | Renault Mégane Maxi           | AK Czech Pro Motorsports    | ERC      |
| 2000 | 27. INA Croatia Rally       | Bert de Jong Ton Hillen               | Subaru Impreza WRC98          | -                           | ERC      |
| 2001 | 28. INA Croatia Rally       | Krum Donchev Rumen Manolov            | Peugeot 306 Maxi              | -                           | ERC      |
| 2002 | 29. INA Croatia Rally       | Leszek Kuzaj Erwin Mombaerts          | Toyota Corolla WRC            | -                           | ERC      |
| 2003 | 30. INA Croatia Delta Rally | Václav Pech Petr Uhel                 | Ford Focus RS WRC 02          | Czech National Eurooil Team | ERC      |
| 2004 | 31. INA Croatia Delta Rally | Juraj Šebalj Toni Klinc               | Subaru Impreza STi            | AK Delta                    | -        |
| 2005 | 32. INA Croatia Delta Rally | Juraj Šebalj Toni Klinc               | Citroën C2 S1600              | AK Astra                    | -        |
| 2006 | 33. INA Croatia Delta Rally | Václav Pech Petr Uhel                 | Mitsubishi Lancer Evo IX      | Czech National Team         | -        |
| 2007 | 34. INA Croatia Delta Rally | Juraj Šebalj Toni Klinc               | Mitsubishi Lancer Evo IX      | AK Sljeme                   | ERC      |
| 2008 | 35. INA Croatia Delta Rally | Corrado Fontana Renzo Casazza         | Abarth Grande Punto S2000     | -                           | ERC      |
| 2009 | 36. Croatia Delta Rally     | Krum Donchev Petar Yordanov           | Peugeot 207 S2000             | -                           | ERC      |
| 2010 | 37. Croatia Delta Rally     | Luca Rossetti Matteo Chiarcossi       | Abarth Grande Punto S2000     | -                           | ERC      |
| 2011 | 38. Croatia Rally           | Luca Rossetti Matteo Chiarcossi       | Abarth Grande Punto S2000     | National Proklama           | ERC      |
| 2012 | 39. Croatia Rally           | Juho Hänninen Mikko Markkula          | Škoda Fabia S2000             | Škoda Motorsport            | ERC      |
| 2013 | 40. Croatia Rally           | Jan Kopecký Pavel Dresler             | Škoda Fabia S2000             | Škoda Motorsport            | ERC      |
| 2014 | 41. Croatia Rally           | Juraj Šebalj Toni Klinc               | Mitsubishi Lancer Evo IX      | AKK Sveta Nedelja           | -        |
| 2015 | 42. Croatia Rally           | Murat Bostanci Onur Vatansever        | Ford Fiesta R5                | Castrol Ford Team Türkiye   | -        |
| 2016 | 43. Croatia Rally           | Vlastimil Majerčák Michaela Vejačková | Ford Fiesta R5                | L Racing                    | -        |
| 2017 | 44. Croatia Rally           | Dávid Botka Márk Mesterházi           | Škoda Fabia R5                | Botka Rallye Team           | -        |
| 2018 | 45. Croatia Rally           | Evento cancellato.                    | Evento cancellato.            | Evento cancellato.          | -        |
| 2021 | Croatia Rally 2021          | Sébastien Ogier Julien Ingrassia      | Toyota Yaris WRC              | Toyota Gazoo Racing WRT     | WRC      |
| 2022 | Croatia Rally 2022          | Kalle Rovanperä Jonne Halttunen       | Toyota GR Yaris Rally1 Hybrid | Toyota Gazoo Racing WRT     | WRC      |
| 2023 | Croatia Rally 2023          | Elfyn Evans Scott Martin              | Toyota GR Yaris Rally1 Hybrid | Toyota Gazoo Racing WRT     | WRC      |
| 2024 | Croatia Rally 2024          | Sébastien Ogier Vincent Landais       | Toyota GR Yaris Rally1 Hybrid | Toyota Gazoo Racing WRT     | WRC      |